# Schweizer Nordische Skimeisterschaften 1971
Die Schweizer Nordischen Skimeisterschaften 1971 fanden am 7. Februar 1971 in Zinal, am 14. Februar 1971 in Splügen und am 20. und 21. Februar in Einsiedeln und in St. Moritz statt. Ausgetragen wurden im Skilanglauf bei den Männern die Distanzen 15 km, 30 km und 50 km  und die 4 × 10 km Staffel. Bei den Frauen fand ein Rennen über 7,5 km statt. Erfolgreichster Skilangläufer war der Einsiedelner Alois Kälin, der alle drei Einzelrennen gewann. Zudem siegte die Staffel von Alpina St. Moritz. Bei den Frauen wurde Doris Barth Meisterin im Rennen über 7,5 km. Das Skispringen gewann Sepp Zehnder und die Nordische Kombination Alfred Kälin.

## Skilanglauf

### Männer

#### 30 km
| Platz | Name              | Verein            | Zeit (std) |
| ----- | ----------------- | ----------------- | ---------- |
| 01    | Alois Kälin       | SC Einsiedeln     | 1:22:17    |
| 02    | Urs Roner         | Alpina St. Moritz | 1:23:05    |
| 03    | Louis Jaggi       | Im Fang           | 1:24:42    |
| 04    | Ulrich Wenger     | GG Bern           | 1:25:11    |
| 05    | Flury Koch        | Alpina St. Moritz | 1:25:20    |
| 06    | Hans-Ueli Kreuzer | SC Obergoms       | 1:25:40    |
| 07    | Hermann Walther   | Grenzwachtkorps   | 1:26:13    |
| 08    | Roberto Parolimi  | Alpina St. Moritz | 1:28:03    |
| 09    | Hans Arnold       | Urnerboden        | 1:28:08    |
| 10    | Battista Albin    | Disentis          | 1:28:14    |

Datum: Sonntag, 7. Februar 1971 in Zinal

In Abwesenheit von Werner Geeser, Edi Hauser, Albert Giger und Alfred Kälin, die bei der vorolympischen Sportwoche in Sapporo teilnahmen, gewann Alois Kälin seinen sechsten Meistertitel über 30 km.

#### 50 km
| Platz | Name               | Verein                  | Zeit (std) |
| ----- | ------------------ | ----------------------- | ---------- |
| 01    | Alois Kälin        | SC Einsiedeln           | 2:31:59    |
| 02    | Ulrich Wenger      | GG Bern                 | 2:34:10    |
| 03    | Louis Jaggi        | Im Fang                 | 2:35:06    |
| 04    | Urs Roner          | Alpina St. Moritz       | 2:35:15    |
| 05    | Giuseppe Dermon    | SC Disentis             | 2:40:05    |
| 06    | Horst Himmelberger | Grenzwachtkorps Splügen | 2:41:14    |
| 07    | Georg Ducommun     | La Sagne                | 2:41:39    |
| 08    | Michel Borghi      | Les Diablerets          | 2:43:04    |

Datum: Sonntag, 14. Februar 1971 in Splügen

Wie in der Vorwoche gewann der Einsiedelner Alois Kälin und holte damit seinen 19. Meistertitel.

#### 15 km
| Platz | Name            | Verein            | Zeit (min) |
| ----- | --------------- | ----------------- | ---------- |
| 01    | Alois Kälin     | SC Einsiedeln     | 44:32,68   |
| 02    | Hermann Walther | SC Klosters       | 45:50,01   |
| 03    | Edi Hauser      | SC Obergoms       | 45:57,05   |
| 04    | Alfred Kälin    | SC Einsiedeln     | 46:08,55   |
| 05    | Urs Roner       | Alpina St. Moritz | 46:13,00   |
| 06    | Louis Jaggi     | Im Fang           | 46:37,93   |
| 07    | Ulrich Wenger   | GG Bern           | 46:45,45   |
| 08    | Giuseppe Dermon | SC Disentis       | 46:53,06   |
| 09    | Alfred Giger    | Alpina St. Moritz | 47:09,76   |
| 10    | Werner Geeser   | Arosa             | 47:25,78   |

Datum: Samstag, 20. Februar 1971 in Einsiedeln

Alois Kälin holte seinen vierten Meistertitel auf diese Distanz und gewann als zweiter Schweizer nach Konrad Hischier im Jahr 1965 alle drei Einzeltitel in einem Jahr.

#### 4 × 10 km Staffel
| Platz | Namen                                                         | Verein            | Zeit (std) |
| ----- | ------------------------------------------------------------- | ----------------- | ---------- |
| 01    | Roberto Parolini Flury Koch Urs Roner Albert Giger            | Alpina St. Moritz | 1:51:07    |
| 02    | Peter Casanova Hans Oberer Horst Himmelberger Hermann Walther | Grenzwachtkorps   | 1:54:55    |
| 03    | Georg Kreuzer Edi Hauser Konrad Hischier Hans-Ueli Kreuzer    | SC Obergoms       | 1:55:06    |
| 04    | Artur Schnüriger Kurt Schaad Alfred Kälin Alois Kälin         | SC Einsiedeln     | 1:55:23    |
| 05    | Jean-Claude Schuwey Alphonse Schuwey Elmar Buchs Louis Jaggi  | Hochmatt Im Fang  | 1:57:32    |

Datum: Sonntag, 21. Februar 1971 in Einsiedeln

### Frauen

#### 7,5 km
| Platz | Name          | Verein                | Zeit (min) |
| ----- | ------------- | --------------------- | ---------- |
| 01    | Doris Barth   | Grenchen              | 27:58,09   |
| 02    | Ursula Bösch  | SC Bernina Pontresina | 28:18,55   |
| 03    | Rosmarie Kurz | Winterthur            | 28:58,83   |

Datum: Samstag, 20. Februar 1971 in Einsiedeln

## Nordische Kombination

### Einzel
| Platz | Name             | Ort         | Punkte |
| ----- | ---------------- | ----------- | ------ |
| 01    | Alfred Kälin     | Einsiedeln  | 366,5  |
| 02    | Ruedi Gutknecht  | Am Bachtel  | 333,2  |
| 03    | Gregor Hauswirth | Bern        | 312,54 |
| 04    | Martin Regli     | Zürich      | 273,24 |
| 05    | Ernst Bachmann   | Escholzmatt | 272,6  |
| 06    | Kurt Bachmann    | Escholzmatt | 262,28 |

Datum: Samstag, 20. Februar und Sonntag, 21. Februar 1971 in Einsiedeln

## Skispringen

### Normalschanze
| Platz | Name               | Verein            | Weite 1 | Weite 2 | Punkte |
| ----- | ------------------ | ----------------- | ------- | ------- | ------ |
| 01    | Sepp Zehnder       | Schaan            | 58,0 m  | 58,5 m  | 233,5  |
| 02    | Hans Schmid        | Mümiliswil        | 59,0 m  | 61,0 m  | 233,3  |
| 03    | Walter Steiner     | Wildhaus          | 58,0 m  | 56,5 m  | 222,9  |
| 04    | Ernst von Grünigen | Ski-Club Gstaad   | 57,0 m  | 54,5 m  | 217,5  |
| 05    | Eric Aubert        | Le Locle          | 52,0 m  | 55,0 m  | 197,9  |
| 06    | Richard Pfiffner   | Hinwil            | 53,0 m  | 54,0 m  | 196,9  |
| 07    | Urs Schöni         | Biel              | 54,0 m  | 52,0 m  | 196,1  |
| 08    | Fredy Guignard     | La Brassus        | 53,0 m  | 53,5 m  | 195,0  |
| 09    | Michel Robert      | La Chaux-de-Fonds | 52,0 m  | 53,0 m  | 190,8  |
| 010   | Hans Stoll         | Rüschegg          | 51,0 m  | 52,0 m  | 188,7  |

Datum: Sonntag, 21. Februar 1971 in St. Moritz

Zehnder gewann mit Weiten von 58 m und 58,5 m und 0,2 Punkten Vorsprung auf Hans Schmid nach 1968 und 1970 seinen dritten Meistertitel.